# کشته‌شدن هند رجب
هند رجب (۴ می ۲۰۱۸ – ۲۹ ژانویه ۲۰۲۴) یک دختر شش ساله فلسطینی  اهل محله تل الهوا در شهر غزه بود. یک تانک اسرائیلی به خودرویی که او به همراه شش تن از بستگانش با آن در حال فرار بود آتش گشود و او تنها بازمانده آن حمله بود. ارتش اسرائیل بعدتر هند رجب را نیز کشت.
خانواده رجب در حال فرار از محله تل الهوا در شهر غزه بودند که یک تانک ارتش اسرائیل به وسیله نقلیه آنها آتش گشود و عمه، عمو و چهار عموزاده رجب را کشت. تنها بازمانده دیگر در آن زمان، دختر عموی ۱۵ ساله رجب، طی یک تماس تلفنی ضبط شده با جمعیت هلال احمر فلسطین (PRCS) برای کمک اضطراری تماس گرفت و گریه کرد و در حالی که صدای آتش گلوله شنیده می‌شد پیش از این که ساکت شود و خودش نیز کشته شود فریاد زد که نیروهای اسرائیلی دارند به سمت آنها شلیک می‌کنند.
رجب شش ساله در آن زمان تنها بازمانده آن خودرو بود که توسط اجساد خانواده اش احاطه شده بود و بعد از آن تماس تلفنی سه ساعته اضطراری او با هلال احمر منتشر شد که در آن او به اعزام کننده آمبولانس گفت: «من خیلی می‌ترسم، لطفاً بیا منو ببر، میای؟» هند نیز در نهایت توسط نیروهای اسرائیلی کشته شد.
یک آمبولانس هلال احمر برای نجات رجب اعزام شد که مورد حمله نیروهای اسرائیلی قرار گرفت و به گفته این سازمان در یک حمله عمدی و علیرغم اینکه اسرائیل از اعزام آن مطلع شده بود، دو امدادگر هلال احمر به نام‌های یوسف زینو و احمد المدحون کشته شدند. اسرائیل مدعی شد که سربازانش نزدیک خودرویی که رجب در آن کشته شد، نبودند. با این حال، الجزیره و واشینگتن پست ادعاهای اسرائیل را رد کردند و تحقیقات خود را بر اساس تصاویر ماهواره ای استوار ساختند.

## پیش زمینه
در ۷ اکتبر ۲۰۲۳، حماس به اسرائیل حمله کرد و حدود ۱۲۰۰ نفر را کشت و حدود ۲۵۰ گروگان را گرفت. در پاسخ، اسرائیل به غزه حمله کرد، محاصره آن را تشدید کرد، بمباران‌های گسترده انجام داد و شمال نوار غزه را قبل از حمله تخلیه کرد.
عمده شمال غزه تا ماه ژانویه خالی از سکنه و بمباران شد. سیستم مراقبت‌های سلامتی در غزه به دلیل حملات اسرائیل و کمبود منابع در آستانه سقوط قرار داشت. شمال آن به ویژه تحت تأثیر قرار گرفت، زیرا هیچ بیمارستان فعالی در این منطقه تا دسامبر به دلیل کمبود منابع، سوخت و کارکنان وجود نداشت.
از اسرائیل در ۲۹ دسامبر ۲۰۲۳ به دلیل نسل‌کشی در دادگاه بین‌المللی دادگستری شکایت شده بود و در ۲۶ ژانویه ۲۰۲۴، این دادگاه دستوری صادر کرد که به اسرائیل دستور داد تا تمام اقدامات را برای جلوگیری از هر گونه اقدامی که می‌تواند نسل‌کشی تلقی شود، اتخاذ کند.

## تحقیق و بررسی

ماشین تخریب شده که متعلق به عموی هند بود

سخنگوی ارتش اسرائیل پس از تحقیقات اولیه مدعی شد که هیچ سرباز ارتش اسرائیل در نزدیکی خودرو یا در محدوده تیراندازی نبوده و به دلیل نبود سربازان، هماهنگی آمبولانس برای نجات رجب ضروری نبوده. الجزیره در پاسخ به اظهارات ارتش اسرائیل، اظهار داشت: «اسرائیل سابقه پاکسازی سریع سربازان خود را از هرگونه تخلف در موارد تجاوز علیه فلسطینیان دارد». تحقیقات الجزیره نشان داد که سه تانک اسرائیلی در زمان حمله در مجاورت خودروی خانواده رجب قرار داشتند.
تحقیقات واشینگتن پست در آوریل ۲۰۲۴ اظهارات ارتش اسرائیل را به چالش کشید و به این نتیجه رسید که خودروهای زرهی اسرائیل در مجاورت خودرویی که جسد رجب در آن پیدا شده بود و سوراخ ۳۰۰ میلی‌متری روی آمبولانس هلال احمر با یک تانک اسرائیلی مطابقت دارد. پست همچنین تأیید کرد که لاشه آمبولانس در مسیری که توسط COGAT، بازوی وزارت دفاع اسرائیل که گذرگاه‌های ایمن خودروهای پزشکی را با ارتش اسرائیل هماهنگ می‌کند، پیدا شده است.

## تأثیر
در آوریل ۲۰۲۴، معترضان دانشجویی طرفدار فلسطین که در اشغال دانشگاه کلمبیا در شهر نیویورک شرکت داشتند، تالار همیلتون، از ساختمان‌های دانشگاهی در پردیس مورنینگ ساید هایتس این دانشگاه را تصرف کردند. دانش آموزان بنر بزرگی را گشودند که نام این ساختمان را به احترام این کودک به «تالار هند» تغییر داد. در طول برنامه‌ای از سی‌ان‌ان در مورد تغییر نام سالن همیلتون، کیسی هانت مجری برنامه برای بینندگان توضیح داد: «هند اشاره‌ای به زنی دارد که در غزه کشته شده است!» این توصیف به عنوان نمونه‌ای از بزرگ‌سال نمایی کودکان فلسطینی و سوگیری طرفدار اسرائیل در سی‌ان‌ان مورد انتقاد قرار گرفته است.
در ماه مه ۲۰۲۴، مکلمور، هنرمند رپ آمریکایی، ترانه " تالار هند " را منتشر کرد، آهنگی اعتراضی به افتخار هند و همچنین در حمایت از اعتراضات دانشجویی. او علاوه بر این از اولویت‌بندی صنعت موسیقی بر «مسائل کوچک» مانند دشمنی دریک و کندریک لامار به جای تهاجم اسرائیل به نوار غزه انتقاد کرد. به عنوان بخشی از انتشار آهنگ، مکلمور علاوه بر این اظهار داشت که تمام درآمد حاصل از استریم‌ها به آنروا اختصاص می‌یابد.